# 满铁图书馆旧址
43°54′2.4″N 125°19′4.44″E / 43.900667°N 125.3179000°E
满铁图书馆旧址，位于中华人民共和国吉林省长春市宽城区人民大街650号，属于长春市级文物保护单位。该建筑始建于1931年11月，原为南满洲铁道株式会社在长春开设的图书馆，现作为“北书房·新华诗歌书店”使用。

## 历史
1910年11月3日，南满洲铁道株式会社在长春满铁附属地的室町小学校（今天津路小学）校内创建了「满铁长春图书阅览场」，后迁移至长春实业补习学校的一个房间内。1917年6月，满铁长春图书阅览场更名为「满铁长春简易图书馆」，后于1922年6月改为“满铁长春图书馆”。
1931年11月，满铁长春图书馆迁至临近中央通（今人民大街）的新馆，并更名为「满铁新京图书馆」。其初期建筑面积为407平方米，1934年扩建后总建筑面积达500平方米。图书馆中收录的图书以满铁资料、中国东北地方文献、日文文献为主。1938年時，其馆藏图书达到5.3万册，成为满洲国内藏书3万册以上的五大馆之一。
中华人民共和国成立后，该建筑先后被长春市立图书馆和长春市电影发行放映公司使用，后被“和平大戏院”租用，作为二人转的演出场所。2009年，满铁图书馆旧址被公布为长春市第八批市级文物保护单位。2011年，该建筑划归长春市图书馆，作为长春市图书馆铁南分馆使用。2019年，该建筑依照满洲国时期样貌修缮，馆藏文献多为满洲国相关资料。
2025年1月22日，满铁图书馆旧址经改造后更名为“北书房·新华诗歌书店”对外开放。其在装修风格上保留了保留了原有的风貌，同时融入了现代的设计理念，成为了吉林省首家“专业诗歌书店”。